# Портнов (село)
Портно́в (рос. Портнов) — село у складі Октябрського району Оренбурзької області, Росія.

## Населення
Населення — 70 осіб (2010; 116 у 2002).
Національний склад (станом на 2002 рік):
- росіяни — 79 %